# Index Fungorum
Index Fungorum es un repositorio digital y proyecto internacional para indexar todos los nombres formales (nombres científicos) a nivel de especie en el Reino Fungi, incluyendo levaduras, líquenes, hongos cromistán, hongos protozoarios y formas fósiles. Es comparable a IPNI, pero con más instituciones contribuyentes. El proyecto se inició en 2009. La sede del proyecto en el Real Jardín Botánico de Kew, en Reino Unido y está administrado en conjunto con Manaaki Whenua - Landcare Research y el Instituto de Microbiología, Academia China de Ciencias. Las tres instituciones son custodios del proyecto.
Otra diferencia es que el Índice Internacional de Nombres de las Plantas, IPNI  no indica los nombres correctos, en cambio el Index Fungorum indica acerca del estatus de un nombre.  En el retorno de una "página de búsqueda", aparece indicado el "nombre correcto" en verde, mientras que otros lo hacen en azul (los usos aberrantes de nombres se indican en rojo). Y todas las "salidas de nombres" están enlazadas a páginas dando el "nombre correcto, con listas de sinónimos botánicos.